# Бурсук (Ніспоренський район)
Бурсук (рум. Bursuc) — село у Ніспоренському районі Молдови. Утворює окрему комуну.

## Населення
За даними перепису населення 2004 року у селі проживали 1306 осіб.
Національний склад населення села:
| Національність       | Кількість осіб | Відсоток   |
| -------------------- | -------------- | ---------- |
| молдавани румуни     | 1285 4         | 98,4% 0,3% |
| росіяни              | 8              | 0,6%       |
| українці             | 5              | 0,4%       |
| поляки               | 2              | 0,2%       |
| болгари              | 1              | 0,1%       |
| інша / без відповіді | 1              | 0,1%       |
| Всього               | 1306           | 100%       |